# Heliotropium glabellum
Heliotropium glabellum är en strävbladig växtart som beskrevs av Robert Brown. Heliotropium glabellum ingår i Heliotropsläktet som ingår i familjen strävbladiga växter. Inga underarter finns listade i Catalogue of Life.